# 高河ゆん
高河 ゆん（こうが ゆん、本名：山田 理沙（やまだ りさ、旧姓：木村）、1965年7月9日 - ）は、日本の漫画家・同人作家。東京都品川区出身、世田谷区在住。東京都立三田高等学校卒業。血液型はB型。夫は漫画家のたつねこ。一女の母。
代表作に『アーシアン』、『LOVELESS』、『車田水滸伝 HERO OF HEROES』など。

## 概要
二次創作の同人作家出身であり、『銀河旋風ブライガー』、『キャプテン翼』、『聖闘士星矢』、『魔王伝』などが知られている。商業誌デビュー後も同人活動は継続している。
ペンネームは車田正美作『リングにかけろ』の登場人物である高嶺竜児、河合武士、剣崎順（じゅんの読みから）を合わせて名づけられた。『ぱふ』2006年9月号のインタビューにて「本来なら高河じゅんだが、高河ゆんにした」と答えている。
ずっと自己流で制作しており、漫画入門書の類はプロデビューから数年後に初めて読んだ。ネームおよび原稿用紙は特注品で、「高河ゆん専用」（由来は『機動戦士ガンダム』の「シャア専用ザク」）と印刷されている。
現在は『コミックZERO-SUM』で『LOVELESS』を、『コミックZERO-SUM増刊WARD』で『佐藤くんと田中さん -The blood highschool』を連載中。また、『月刊ニュータイプ』2012年10月号より連載が開始された『悪魔のリドル』（漫画：南方純）の原作を担当している。また『チャンピオンRED』では車田正美の漫画作品のクロスオーバー作品となる『車田水滸伝 HERO OF HEROES』の連載も開始。

## 略歴
- 宝保育園へ入園
- 1972年 - 品川区立後地小学校へ入学
- 1976年 - 小学5年生で初めてコミックスを購入する。記念すべき第一号は萩尾望都の『ポーの一族』であった。
- 中学生の時、車田正美公認ファンクラブに入会する。
- 1981年 - 東京都立三田高等学校へ入学
- 1982年 - コミックマーケットに初参加して同人誌を読む。
- 1983年 - 留年し高校2年生を2回繰り返す。同人サークルを作り同人誌の制作を始める。
- 1984年 - 夏休みを利用してアメリカでホームステイし、ロサンゼルスオリンピックを観戦。後に『アーシアン』第1話に活かされる。
- 1986年 - 同人史上で初のダンスパーティーを開催する。
- 1986年 - 上智大学法学部の入学試験に不合格
- 1986年 -  同人誌を見た学習研究社からの依頼でコミックス『若草物語』を描き下ろす。
- 1986年 - 『メタルハート』（光文社「コミックVAL」1986年11月号）で商業誌デビュー。
- 1987年 - 『キャプテン翼』の二次創作同人誌『ASIA』を発行。同人時代の代表作とされる。
- 1987年 - 同人業界に『魔王伝』ブームを起こす。
- 1987年 - 友人がウィングス編集部に同人誌『ASIA』を持ち込み、編集者にスカウトされプロの漫画家になる決意をする。
- 1987年 - 『アーシアン』第2話「HONG KONG CHINESE」の取材に香港へ旅行。
- 1988年 - 原画展「ASIA 1」
- 1988年 - マネージャー交代。千蔵マキから吉川千鶴へ。
- 1989年 - 原画展「ASIA 2」
- 1990年 - アニメ映画『CAROL』のキャラクター原案に起用される。
- 1990年より休筆
- 1990年 - 原画展「ASIA 3」
- 1991年より執筆活動再開
- 1991年 - 原画展「TPC」（高河ゆん、おおや和美、田村由美、森丘茉莉）
- 1993年 - たつねこと結婚
- 1993年 - 原画展「ASIA 4」（原画集販売）
- 1994年より出産、育児休暇に入る。
- 1995年 - 「コミックマーケット48」カタログ表紙を描き下ろす。
- 1997年 - 原画展「5人のプロジン・アマジン展」（高河ゆん、武内直子、たつねこ、田村由美、萩原一至）
- 1997年 - 『妖精事件』の取材にアイルランドへ旅行。
- 1998年 - 原画展「高河・なるしま展」（高河ゆん、なるしまゆり）
- 2000年 - 展覧会「【少女漫画の新しい展開】展」（大橋薫&楠桂、高河ゆん、なるしまゆり、くさなぎ俊祈）
- 2002年 - エニックスお家騒動に関連した一迅社設立に伴い『LOVELESS』の連載を『月刊Gファンタジー』から『コミックZERO-SUM』へ。
- 2005年 - 『LOVELESS』テレビアニメ化
- 2006年 - 西尾維新による初のオリジナル漫画原作『放課後、七時間目。』を漫画化[2]。
- 2007年 - テレビアニメ『機動戦士ガンダム00』のキャラクター原案に起用される。
- 2008年 - テレビアニメ『機動戦士ガンダム00 セカンドシーズン』のキャラクター原案を手懸ける。
- 2009年 - ロサンゼルス・コンベンションセンターで開催されたAnime Expoにゲスト参加
- 2010年 - アニメ映画 『劇場版 機動戦士ガンダム00 -A wakening of the Trailblazer-』のキャラクター原案を手懸ける。
- 2010年 - 「コミックマーケット78」において口蹄疫被害へのチャリティー同人誌製作企画に参加[3]
- 2010年 - 東京都青少年健全育成条例改正への反対表明を各所で幾度も出す[4]。
- 2011年 - 西川貴教の企画したSTAND UP! JAPAN[5]にて東日本大震災チャリティーオークションに出品
- 2011年 - アニメイト主催Smile Heartにて東日本大震災チャリティーオークションに出品
- 2011年 - pakoと共同でテレビアニメ『UN-GO』のキャラクターデザインを担当する。
- 2011年 - アニメイト福島にて、東日本大震災の復興支援サイン会を行う[6]。
- 2012年 - 12月「yyuunn」名義でPixivでの活動を開始する。

## 人物像・逸話

### 逸話
- 小学生時代、児童文学を熱心に読む。アストリッド・リンドグレーンの作品、『ナルニア国ものがたり』、『ゲド戦記』など。
- 小学校5年生の時に初めてコミックスで買ったのが『ポーの一族』である。以降、萩尾望都の熱心な読者になり、作品はコミックスで購入していた。
- 中学生当時、「週刊少年ジャンプ」連載の車田正美作『リングにかけろ』の熱狂的ファンとなり、作者に会いたい一心でファンレターを熱心に送り、仕事場を訪れる機会を何度か得た。公認ファンクラブにも入会していた。
- 高校2年生の時にバイトと同人活動に明け暮れた結果留年した。
- 同人界に菊地秀行『魔王伝』のブームを起こした[7]。
- 同人時代は、漫画を一ヶ月に200ページ以上、多い時には600ページ近く描いていた。
- 1990年前後は多くの作品を描きたいがために、栄養ドリンクと一緒に無水カフェインを5時間おきに飲む事もあった。副作用で乗り物酔いの状態になり、酔い止め薬も服用し、それでも改善しない時は仰向けに寝て描いていた。最終手段としてニトログリセリンを摂取し、心臓にショックを与え目を覚ましていた。
- 締め切りのプレッシャーに大変弱く、修羅場の最中に書き置きを残して空港に向かい、最短で搭乗可能な便で逃亡することが何度かあった。しかし三日以内には仕事場に帰っていた。

### 関連人物
- 共同で同人誌を制作したメンバーは、後藤星、加藤明日香、結城惺、源氏のお町、JUN、須賀邦彦、おおや和美、岩崎翼、風祭壮太、千蔵マキ、喬塔寧、那州雪絵、立野真琴、厦門潤、島田ひろかず、裏千家さとみ、尾崎芳美、新田一実、えみこ山、くりこ姫、橘しいな、石澤夕花、藤原志津子、もこなあぱぱ、CLAMP、Dr.モロー、門井亜矢、松ゆたこ、萩原一至、三途川よりまし、麻宮騎亜、柴田昌弘、中津賢也、栗本薫、月夜野 亮、たつねこ、霜月旬、美杉果林、こいでみえこ、箱田真紀、尾崎南、橘皆無、大日向基、榎木らいざ、真由良、うたたねひろゆき、南野ましろ、森永ミルク、那月由之介、和泉八雲、香上由高、篁みづき、氷川へきる、武内直子、なるしまゆり、峰倉かずや、三輪士郎、影木栄貴、つだみきよ、などである。
- 初代マネージャー千蔵マキが「アーシアン ORIGINAL ALBUM 1」内の一曲を作詞、歌唱している。
- 二代目マネージャー吉川千鶴が小説『超獣伝説ゲシュタルト 烙印の殉教者』を刊行した。
- 以下の通り大貫健一と共同する機会が多い。
  - OVA『アーシアン』1、2（キャラクターデザイン担当：大貫健一）
  - OVA『アーシアン』3（監督：大貫健一）
  - 『BLOODY BRIDE いまどきのバンパイア』（共同でキャラクターデザインを担当）
  - 『機動戦士ガンダム00』（キャラクターデザイン原案：高河ゆん、作画監督：大貫健一（数話））
  - 『劇場版 機動戦士ガンダム00 -A wakening of the Trailblazer-』（同上）
- 萩原一至、なるしまゆり、田村由美との交流が深い。
- 一時期、永野護とアーケード格闘ゲームの対戦仲間だった。
- カラーCGは、みつみ美里に師事した。
- 一迅社編集長、杉野庸介との肉筆対談を単行本『LOVELESS』初回限定特典の小冊子に掲載している。

### 嗜好
- キャラクターの名前、同人作品の題名などに「宝」と付ける事が度々ある。
- 眼鏡フェティシズムの傾向があり、着用したキャラクターを登場させる割合が高い。
- ポニーテール姿の男性キャラの設定が多い。
- 好きなキャラクターは『銀河旋風ブライガー』のアイザック、『キャプテン翼』の若島津健、『少女革命ウテナ』の姫宮アンシーなどである。

## 作品一覧

### 漫画作品
- 若草物語（原作:ルイーザ・メイ・オルコット）
  - ［1985年6月/ハイコミック名作/学習研究社］
- マインドサイズ
  - ［1988年6月30日/VAL光文社コミックス/光文社］
    - メタルハート （コミックVAL1986年11月号）
    - かわきの瞳 -マインドサイズ1- （VALプリティ創刊号1987年4月）
    - 君の国をはなれても -マインドサイズ2- （描き下ろし）
    - グラス・マジック （描き下ろし）
- アーシアン
  - ［月刊ウィングス1987年8月号-1988年4月号、サウス1988年7月10日号-1995年24号（春号）/新書館］
- サフラン・ゼロ・ビート ISBN 4-403-61326-8
  - ［1993年11月25日/ウイングス・コミックス/新書館］
    - サフラン・ゼロ・ビート （別冊ぱふ1988年初夏号/雑草社）
    - サフラン・ゼロ・ビートll HANDS OF GOD （月刊ウィングス1991年9月号）
- 子供たちは夜の住人
  - ［オルフェ1988年7月号、ホラーハウス1989年2月号-1989年5月号、メヌエット1990年第2号-1990年7月号/大陸書房］
- ローラカイザー
  - ［プリンセスGOLD1988年9月25日号-1993年11号/プリンセス・コミックス/秋田書店］
- REN-AI 恋愛
  - ［月刊プリンセス1989年1月号-1999年9月号/プリンセス・コミックス］
- 高河ゆん初期傑作集 ISBN 4-575-28773-3
  - ［1997年10月15日/日本漫画家大全/双葉社］
    - ほっと・すたっふ'88 （花とゆめEPO1988年11月号/白泉社）
    - 狼をめぐる冒険 （花とゆめEPO1989年5月号）
    - 9月の夏 （花とゆめEPO1989年11月号）
    - 約束の夏 （月刊ウィングス1991年11月号）
- You're My Only Shinin' Star 君はぼくの輝ける星 ISBN 4-06-360740-2
  - ［モーニングパーティ増刊28号1989年-35号1990年/講談社］
- 飢餓一族 ISBN 4-05-600065-4
  - ［LCミステリー1992年3月号-1993年2月号/ピチコミックスDXミステリー/学習研究社］
- 超獣伝説ゲシュタルト
  - ［ファンタスティックコミック1992年7月25日号、ガンガンファンタジー1993年4月号-1993年9月号、月刊Gファンタジー1994年2月号-2001年2月号/エニックス］
- 妖精事件
  - ［月刊アフタヌーン1993年6月号-1999年11月号/講談社］
  - 妖精事件 1992 （モーニングパーティ増刊1992年2月4日号）
  - 暗闇坂 （アフタヌーンシーズン増刊No.1 1999年10月8日）
- LA VIE EN ROSE
  - ［forMrs.1995年1月号-1998年1月号/プリンセスコミックスデラックス/秋田書店］
- 恋愛-CROWN-
  - ［クリムゾン1998年9月1日号-2002年3月号/クリムゾンコミックス/創美社］
- はぴぷり
  - ［はなまるきっず1999年5月号-2001年3月号/ピチコミックスデラックス/学習研究社］
- LOVELESS
  - ［月刊Gファンタジー2001年12月号-2002年2月号、コミックZERO-SUM2002年5月号-/ZERO-SUMコミックス/一迅社］
- アーシアン外伝 秘密の花園
  - ［クリムゾン2002年7月号-2002年11月号/集英社］
- 佐藤くんと田中さん -The blood highschool
  - ［コミックZERO-SUM増刊WARDVol.17 2007年8月16日-/一迅社］
- 機動戦士ガンダム00 in those days ISBN 978-4-04-715500-8
  - ［2010年8月26日/角川コミックス・エース/角川グループパブリッシング］
  - （原作:矢立肇・富野由悠季、監修:水島精二・黒田洋介）
    - wanderer.（月刊ニュータイプ2008年11月号）
    - I'm home.（月刊ニュータイプ2009年3月号）
    - 主をほめたたえよ-アレルヤ-（月刊ニュータイプ2009年4月号）
    - The beginning man.（『機動戦士ガンダム00 高河ゆん Dear Meisters COMIC&ARTS』描き下ろし）
    - 空と大地のまじわるところ（月刊ニュータイプ2010年7月号別冊付録）
    - The second birthday（月刊ニュータイプ2010年8月号別冊付録）
- いつかどこかの街角で
  - （コミックZERO-SUM2010年11月号）

#### 未完作品（連載中含まず）
- B型同盟
  - ［月刊ニュータイプ1988年4月号-1989年5月号/ニュータイプ100%コミックス/角川書店］
- 源氏
  - ［月刊ウィングス1988年6月号-1995年6月号/ウイングス・コミックス］
- 超新化エナス（原作:平野俊弘）
  - （月刊ニュータイプ#コミックGENKi1988年8月号-1989年8月号）
- 夜嬢帝国 ISBN 4-253-07492-8
  - ［プリンセススペシャル1988年9月15日号-1989年2月1日号、プリンセスデラックス1989年4月25日号/プリンセス・コミックス］
- ありす IN WONDERLAND
  - ［プリティ1989年1月10日号-1992年5月10日号/VAL光文社コミックス］
- ヴァンプ-吸血の徒-
  - （サウスエクストラ1989年11月20日号、LCミステリー1995年9月号-1996年3月号）
- CAROL-K（原案:木根尚登）
  - （きみとぼく1995年6月号-1998年3月号/ソニー・マガジンズ）
- アーシアン外伝 The Secret Garden
  - （月刊ウィングス1995年7月号-1996年4月号）
- ハリケーン・ヒル
  - （マガジンSPECIAL1997年11月号/講談社）
- クロニクル ISBN 4-7575-0098-X
  - ［月刊少年ガンガン1998年4月号、Gファンタジー1998年11月号-1999年8月号］
- 天使庁
  - （クリムゾン2002年11月号-2003年7月号、コミックZERO-SUM増刊WARD2003年夏号vol.1-2007SPRINGvol.16）
- KILL ME
  - （BE×BOY2003年4月号-2006年4月号/ビブロス）

#### 完結単行本未収録作品
- SDアーシアン「春眠暁を覚えずと申しますが」
  - （月刊ウィングス1991年6月号）
- SD源氏「目に青葉 山ほととぎす 初がつお」 
  - （月刊ウィングス1991年7月号）
- SDサフラン・ゼロ・ビート「おもしろうて やがて悲しき 鵜舟かな」
  - （月刊ウィングス1991年8月号）
- クロックタワーゴーストヘッド（原作:プレイステーション用ゲーム）
  - （月刊Gファンタジー1998年9月号、10月号）
- 恋愛-CROWN-
  - （描き下ろし漫画/「高河・なるしま展」カタログ/1998年12月24日/創美社）
- 放課後、七時間目。（原作:西尾維新）ISBN 4-06-378808-3
  - （コミックファウスト/2006年6月24日/講談社）
- 機動戦士ガンダム00 楽園TV ASIN B0041TA7OK
  - （ガンダムエース増刊「ガンダム00エース」/2010年9月18日/角川グループパブリッシング）

### 画集
- LOVE SONGS ISBN 4-403-61165-6
  - ［1988年8月25日/新書館］
  - （収録作品）『アーシアン』
- SSSSPECIAL ISBN 4-403-61194-X
  - ［1989年7月5日/新書館］
  - （収録作品）『アーシアン』『源氏』
- 高河ゆん原画展 '93 ASIA4原画集
  - ［1993年8月10日/CLUB:Y:CLUB（同人サークル）］
- 超獣伝説ゲシュタルト（大判ポストカードブック）ISBN 4-87025-361-5
  - ［1998年10月16日/エニックス］
- YOUR EYES ONLY ISBN 4-7580-3005-7
  - ［2005年7月9日/一迅社］
  - （収録作品）『恋愛-CROWN-』『完結版 アーシアン』『はぴぷり』『LOVELESS』『魔獣の来る夜』『ライトジーンの遺産』『機動戦士Ζガンダム』『機動戦士ガンダムSEED』『機動戦士ガンダムSEED DESTINY』
- 機動戦士ガンダム00 高河ゆんデザインワークス ISBN 978-4-7580-1128-0
  - ［2009年1月14日/一迅社］
  - （ファーストシーズンデザイン稿、カラーイラスト、千葉道徳との対談、他）
- 機動戦士ガンダム00 高河ゆん Dear Meisters COMIC&ARTS ISBN 978-4-04-854356-9
  - ［2009年6月24日/角川グループパブリッシング］
  - （ファースト&セカンドシーズン全キャラクターデザイン稿、ART GALLERY）
  - （収録漫画）「wanderer.」「I’m home.」「主をほめたたえよ-アレルヤ-」「The beginning man.」
- 劇場版機動戦士ガンダム00 高河ゆんワークスコンプリート ISBN 978-4-7580-1206-5
  - ［2010年12月17日/一迅社］
  - （未公開デザイン稿、鼎談：高河ゆん×水島精二×宮野真守）

### その他（作品一覧）
- CYCLAND（サイクランド）YUN‐KOUGA REVIEW CATALOGUE ISBN 4-89369-122-8
  - 黄昏のマジック・キングダム（漫画）
  - 第百一話（小説）
  - （自伝、エッセイ、絵日記、キャラクター解説、作品リスト、他）
  - ［1991年7月9日/BNN］
- 別冊ぱふ'92AUTUMN 高河ゆん完全特集
  - （栗本薫との対談、インタビュー、作品リスト、活動年表、再録記事、他） ［1992年12月1日/雑草社］
- 魔獣の来る夜 ISBN 4-87282-802-X
  - （栗本薫との共著） ［2001年8月20日/あんず堂］
- いまどきのバンパイア-高河ゆん+大貫健一設定原画集 ISBN 4-8470-2452-4
  - ［1997年1月30日/ワニブックス］
- LOVELESS MIND MAP ISBN 4-7580-5167-4
  - （TVアニメLOVELESSオフィシャルガイドブック） ［2005年7月25日/一迅社］
- UN-GO pako&高河ゆんデザインワークス
  - （鼎談：pako×高河ゆん×水島精二）［2011年12月29日/一迅社］
- 悪魔のリドル
  - （原作：高河ゆん、画：南方純、連載：月刊ニュータイプ2012年10月号 - 2016年11月号）
- 車田水滸伝 HERO OF HEROES
  - （原作：車田正美、画：高河ゆん、連載：チャンピオンRED 2014年5月号 - 、2014年2月号にプレ新連載掲載）

### アンソロジーコミック
- 新機動戦記ガンダムW 1st ISBN 4-05-601076-5
  - ［1995年10月6日/ノーラコミックスDXPockeシリーズ/学習研究社］
- TRY!ダグオン 3巻
  - ［1996年8月8日/ブロッコリー］
- ファイアーエムブレム 聖戦の系譜ファンSpecial ISBN 4-89366-580-4
  - ［1996年10月5日/ファミ通ファンブック/アスペクト］
- スーパーコミック劇場VOL4 サイキックフォース「炎の瞳」（たつねことの合作）ISBN 4-87025-944-3
  - ［1997年3月27日/エニックス］
- サイキックフォース キャラクターズコレクション
  - ［1997年5月4日/ブロッコリー］
- スーパーコミック劇場VOL6 女神異聞録ペルソナ「王様とわたし」 ISBN 4-87025-679-7
  - ［1997年10月27日/エニックス］
- ひぐらしのなく頃に ビジュアルファンブック ISBN 4-7580-1034-X
  - ［2005年6月24日/一迅社］
- 蒼穹のファフナー オフィシャルアンソロジーコミック ISBN 4-89425-384-4
  - ［2005年11月25日/ホビージャパン］
- ゼロサムオリジナルアンソロジーシリーズ
  - Arcana 1（執事）［2006年10月25日/一迅社］ ISBN 4-7580-5253-0
  - Arcana 2（賊・怪盗）［2007年1月31日］ ISBN 978-4-7580-5267-2
  - Arcana 3（王子&姫）「花王」［2007年4月25日］ ISBN 978-4-7580-5282-5
  - Arcana 4（吸血鬼）「川を渡れ」［2007年8月3日］ ISBN 978-4-7580-5302-0
- 月刊少年エース2007年10月号増刊新世紀エヴァンゲリオン総集編
  - ［2007年8月21日/角川グループパブリッシング］
- 破天荒遊戯 コミックアンソロジー ISBN 978-4-7580-5337-2
  - ［2008年2月25日/一迅社］
- 新世紀エヴァンゲリオン コミックトリビュート ISBN 978-4-04-715419-3
  - ［2010年4月3日/角川グループパブリッシング］
- 最遊記ANTHOLOGY ISBN 978-4-7580-5525-3
  - ［2010年7月24日/一迅社］

## キャラクターデザイン（原案）
- CAROL - アニメーション映画
  - （原作：木根尚登、監督：出﨑哲、制作：アニメイトフィルム、マジックバス）
- ハイスクール・オーラバスター - OVA
  - （原作：若木未生、監督：亀垣一、制作：O.L.M）
- 神王伝説クリスタニア - コンピュータゲームソフト
  - （原作：水野良）
- BLOODY BRIDE いまどきのバンパイア - プレイステーション用ゲームソフト
  - （制作：アトラス）
- 機動戦士ガンダム00 - テレビアニメ
  - （原作：矢立肇、富野由悠季、監督：水島精二、製作：サンライズ、毎日放送）
- 劇場版 機動戦士ガンダム00 -A wakening of the Trailblazer- - アニメーション映画
  - （原作：矢立肇、富野由悠季、監督：水島精二、製作：サンライズ、毎日放送、バンダイビジュアル）
- UN-GO - テレビアニメ
  - （原案：坂口安吾、監督：水島精二、製作：ボンズ、フジテレビ（ノイタミナ））[8]
  - 『UN-GO 因果論』（劇場版 UN-GO episode:0 因果論のコミカライズ）
    - （ストーリー：會川昇、画：pako、作画協力：高河ゆん）
    - ［月刊ニュータイプ2011年10月号-2012年4月号/カドカワコミックス・エース/2012年5月9日/角川書店］
- スーパーロボット大戦X - PlayStation 4・PlayStation Vita用ゲームソフト
  - （バンダイナムコエンターテインメント、2018年3月29日発売）

## イラスト・挿し絵作品
- 不思議の国からきた少女（筒井広志）
  - ［1988年11月20日/角川文庫/角川書店］
- MIND SCREEN（結城惺）
  - ［1991年9月25日、1993年7月1日、1997年3月10日/ウィングス・ノヴェルス/新書館］
- キャット・ボーイ（図子慧）
  - ［1990年3月1日/角川ルビー文庫/角川書店］
- N.D.D (NEVER DIE DETECTIVE)（大沢在昌）
  - （コミックバーガー1991年15号-1992年21号/スコラ）
- 魔剣伝（流星香）
  - ［1991年7月25日、1991年9月25日/新潮文庫/新潮社］
- シャルルに捧げる夜送曲（藤本ひとみ）
  - ［1994年10月10日、1994年11月10日、1995年1月10日/コバルト文庫/集英社］
- 源氏小説版（綾乃なつき）
  - ［1997年4月25日、1997年12月25日/集英社］
- BLOODY BRIDE いまどきのバンパイア（水城黎亜）
  - ［1997年2月24日/ビクターノベルス/ビクターブックス］
- ハイスクール・オーラバスター（若木未生）
  - ［1997年12月10日、1998年8月10日、1999年1月10日、2000年1月10日、2000年8月10日、2000年12月10日、2002年10月10日、2004年8月10日/コバルト文庫］
- 超獣伝説ゲシュタルト 烙印の殉教者（吉川千鶴）
  - ［1999年4月16日、1999年9月17日/Gファンタジーノベルズ/エニックス］
- 地平線に映る声（相坂きいろ）
  - ［2001年12月1日/角川ビーンズ文庫/角川書店］
- リューンサーガ enterbrain（星野ケイ）
  - ［2002年2月12日/A-NOVELS/エンターブレイン］
- ライトジーンの遺産（神林長平）
  - ［2003年5月31日/ソノラマ文庫/朝日ソノラマ］
- もえるるぶ東京案内2006年版
  - ［2006年1月30日/JTBパブリッシング］
- 獣シリーズ（浦賀和宏）
  - （ファウスト/講談社）
- LOVELESS 泡沫の絆（夏居あや）
  - ［2008年7月19日/一迅社文庫アイリス/一迅社］
- 神々たちの午睡（あさのあつこ）
  - （アニメディア2008年11月号、12月号/学習研究社）
- LOVELESS ふたつの雪花（夏居あや） 
  - ［2009年4月20日/一迅社文庫アイリス/一迅社］
- 金の瞳と鉄の剣（虚淵玄）
  - ［2011年4月15日/星海社FICTIONS/星海社］

### トレーディングカード
- LOVELESS（原作版）
  - ［2006年10月27日/アニメイト］
- ガンダムウォー 戦場の女神2
  - ［2008年11月/バンダイ］
- 機動戦士ガンダム00 マイスターワークス 1st Phase
  - ［バンダイ］
- 機動戦士ガンダム00 マイスターワークス 2nd Phase
  - （MeisterSPカード全3種描き下ろし）［バンダイ］
- 機動戦士ガンダム00 マイスターワークス 3rd Phase
  - （MeisterSPカード全3種描き下ろし）［バンダイ］
- 機動戦士ガンダム00 マイスターワークス 4ever
  - （MeisterSPカード全3種描き下ろし）［バンダイ］
- 機動戦士ガンダム00 ビジュアルアートワークス Feat.Yun Kouga
  - （全て高河ゆんのイラスト全16種）ジャンボカードダス［バンダイ］
- OS：東方混沌符 2.00
  - ［2011年3月26日/AXIA (グッズ会社)/上海アリス幻樂団/ブシロード］

### その他（イラスト・挿し絵作品）
- プリントゴッコ人気コミックイラスト集（理想科学工業）
  - プリントゴッコ用カラーイラスト3点
- 小説Wings No.02（1989年9月/新書館）
  - 木根尚登との対談
- K'sMAGAZINE 2（1990年/YAMAHA）
  - 小室哲哉との対談
- マンガ応用テクニック講座（デザインの現場No.40・3月号増刊/1990年3月15日/美術出版社）
- PATi PATi（1992年/ソニー・マガジンズ）
  - TMN EXPOのレポート
- 同人漫画大百科（1992年10月15日/辰巳出版）
- 月刊コミックコンプ（1992年12月号/角川書店）
  - 菊池通隆との対談
- 別冊ぱふ活字倶楽部Special2（1995年）
  - 若木未生との対談
- LOGOUT（1995年9月号/アスキー）
  - ゲーム大会に参加
- 藤本ひとみ対談集［1995年9月10日/コバルト文庫］
  - 藤本ひとみとの対談
- 『PALM』獸木野生（月刊ウィングス1995年）
  - 連載100回記念イラスト&コメント
- 王国小屋（コミックバーガー1995年6月号-コミックバーズ1996年11月号/スコラ）
  - ゲームコラム
- Cobalt（1996年10月号/集英社）
  - 若木未生との対談
- Tech Saturn Vol2（1995年/アスキー）
  - コラム
- TECH PlayStation（1997年4月号-6月号/アスキー）
  - コラム（ファイナルファンタジーVII、ブシドーブレード、ファイナルファンタジーIV）
- Cobalt（1997年10月号）
  - 若木未生との対談
- 色彩王国（1997年11月4日/美術出版社）
  - カラーの描き方、ぬりえ下絵
- 『天使かもしれない』田村由美［1998年6月10日/小学館文庫/小学館］
  - エッセイを寄稿
- 小説NON（1999年4月号/祥伝社）
  - 「魔王伝」イラスト&コメント
- コピックワールド（1999年9月20日/美術手帖増刊/美術出版社）
- テレビアニメ『まりあ†ほりっく』第10章（2009年）
  - エンドカードイラスト
- 月刊ニュータイプ（2009年6月号）
  - 水島精二との対談
- 『涼宮ハルヒの憂鬱』キャラクターブック「超月刊キョン&古泉」［2009年5月9日/角川グループパブリッシング］
  - トリビュートイラスト
- テレビアニメ『はなまる幼稚園』第10話（2010年）
  - エンドカードイラスト
- テレビアニメ『STAR DRIVER 輝きのタクト』TOKYO MX放送版 第10話（2010年）
  - エンドカードイラスト
- 総集編DVD『機動戦士ガンダム00 スペシャルエディションIII リターン・ザ・ワールド』（2010年2月23日）
  - 書き下ろしエンディングイラスト
- 『百合姫カラーアートワークス CHRONICLE』［2010年7月17日/一迅社］
  - イラスト収録
- コミック『少女ファイト』7巻特装版付録冊子「少年ファイト」［2010年7月/講談社］
  - 寄稿
- 『劇場版 機動戦士ガンダム00』挿入歌「もう何も怖くない、怖くはない」石川智晶［2010年10月6日/flying DOG］
  - ジャケットイラスト
- 「FSS 25th Anniversary SPECIAL * ISSUE」月刊ニュータイプ4月号付録（2011年3月10日）
  - 海老川兼武との合作イラストを寄稿
- Keyのゲーム『Rewrite』公式サイト（2011年7月1日）
  - 応援イラスト[9]
- 「カプコンヒーローズカレンダー 2012」［2011年9月15日/カプコン］
  - 『逆転裁判』シリーズを担当
- 『学園アリス 25.5 公式ファンブック』［2011年9月20日/白泉社］
  - イラストを寄稿
- 「ミラクルジャンプ 」N°07（2012年2月7日/集英社）
  - カバーイラスト
- テレビアニメ『BLAZBLUE -ALTER MEMORY-』第9話（2013年）
  - エンドカードイラスト
- テレビアニメ『ストレンジ・プラス』第9話（2014年）
  - エンドカードイラスト
- テレビアニメ『うーさーのその日暮らし 覚醒編』第7話（2014年）
  - エンドカードイラスト
- テレビアニメ『紅殻のパンドラ』第12話（2016年）
  - エンドカードイラスト
- テレビアニメ『私の百合はお仕事です!』第10話（2023年）
  - エンドカードイラスト

## 参考
- CYCLAND［1991年7月9日/BNN］ISBN 4-89369-122-8
- 別冊ぱふ'92 AUTUMN 高河ゆん完全特集［1992年12月1日/雑草社］